# Adelomyia melanogenys
A pettyes kolibri (Adelomyia melanogenys) a madarak (Aves) osztályának sarlósfecske-alakúak (Apodiformes) rendjéhez, ezen belül a kolibrifélék (Trochilidae) családjához tartozó Adelomyia nem egyetlen faja.

## Rendszerezése
A fajt Louis Fraser brit zoológus írta le 1840-ben, a Trochilus nembe Trochilus melanogenys néven.

## Alfajai
- Adelomyia melanogenys aeneosticta Simon, 1889
- Adelomyia melanogenys cervina Gould, 1872
- Adelomyia melanogenys chlorospila Gould, 1872
- Adelomyia melanogenys connectens Meyer de Schauensee, 1945
- Adelomyia melanogenys debellardiana Aveledo & Perez, 1994
- Adelomyia melanogenys inornata (Gould, 1846)
- Adelomyia melanogenys maculata Gould, 1861
- Adelomyia melanogenys melanogenys (Fraser, 1840)[2]

## Előfordulása
Az Andok hegységben, Argentína, Bolívia, Kolumbia, Ecuador, Peru és Venezuela területén honos. Természetes élőhelyei a szubtrópusi és trópusi hegyi esőerdők.

## Megjelenése
Átlagos testhossza 9 centiméter.
|  |

## Életmódja
Nektárral táplálkozik.